# Cylisticus littoralis
Cylisticus littoralis är en kräftdjursart som beskrevs av Franco Ferrara och Stefano Taiti 1978. Cylisticus littoralis ingår i släktet Cylisticus och familjen Cylisticidae. Inga underarter finns listade i Catalogue of Life.